# Withiidaae
Withiidaae är en familj av spindeldjur. Withiidaae ingår i ordningen klokrypare, klassen spindeldjur, fylumet leddjur och riket djur.
Familjen innehåller bara släktet Withius.